# Come, Tell Me How You Live
Come, Tell Me How You Live é um pequeno livro de autobiografia e literatura de viagem escrito por Agatha Christie. É um dos dois únicos livros que ela escreveu e publicou com seus dois sobrenomes de casada "Christie" e "Mallowan" (o outro é Estrela de Belém e outras histórias) e foi publicado pela primeira vez no Reino Unido em novembro de 1946 pela William Collins e Sons, e no mesmo ano foi publicado nos EUA pela Dodd, Mead and Company. A edição britânica vendido por dez xelins e seis pence e na edição dos Estados Unidos por US $ 3,00.